# Bellefontaine Neighbors
Bellefontaine Neighbors – miasto w Stanach Zjednoczonych, w stanie Missouri, w hrabstwie St. Louis.